# Richard Kowalski
Richard A. Kowalski, född 1963, är en amerikansk astronom.
1998 upptäckte han asteroiden 14627 Emilkowalski.
Han upptäckte också kometerna 2014 AA, 226P/Pigott-LINEAR-Kowalski och C/2013 US10
Minor Planet Center listar honom som R. A. Kowalski och som upptäckare av 15 asteroider, mellan 1998 och 2016.
Asteroiden 7392 Kowalski är uppkallad efter honom.